# 上海交通大学医学院附属第三人民医院
上海交通大学医学院附属第三人民医院位于中国上海市宝山区漠河路280号，创建于1980年2月。该院原为上海第二医科大学附属宝钢医院，是上海宝山钢铁总厂的配套设施。占地面积约3.3公顷，总建筑面积25600平方米。
2005年7月上海第二医科大学并入上海交通大学，更名为上海交通大学医学院，该院更名为上海交通大学医学院附属第三人民医院，为三级乙等医院。2015年10月，上海市机构编制委员会批复同意该院整建制并入上海交通大学医学院附属第九人民医院。第三人民医院原址现为第九人民医院北部院区。